# Agnes Alexiusson
Agnes Sofia Shine Alexiusson (Stoccolma, 19 aprile 1996) è una pugile svedese.
Ha partecipato ai Giochi di Tokyo 2020, gareggiando nella categoria dei Pesi leggeri.